# Lilla barn, ack, lyft ditt öga
Lilla barn, ack, lyft ditt öga är en psalmtext för söndagsskolan som är skriven av Teodor Trued Truvé. Musiken är skriven av A. P. Wahlin. 

## Publicerad i
- Svensk söndagsskolsångbok (1908) som nummer 221 under rubriken "XIX Barndomen"
- Lilla Psalmisten som nummer 82
- Svensk söndagsskolsångbok 1929 som nummer 210 under rubriken "XIX Barndoms- och ungdomstiden"